# Station Brunémont
Station Brunémont is een spoorwegstation in de Franse gemeente Brunémont.